# Spanking the Monkey
Spanking the Monkey ist ein US-amerikanischer Film aus dem Jahr 1994 von David O. Russell. Es ist ein Familiendrama mit schwarzem Humor und behandelt das Thema Inzest. Die Hauptrolle spielte Jeremy Davies.

## Handlung
Raymond Aibelli ist ein pubertierender Student mit guten Aussichten für seine Zukunft. Doch sein Leben wird zunehmend komplizierter. Er kann sein Praktikum nicht antreten, weil ihn sein dominanter Vater beauftragt, sich um seine kranke Mutter zu kümmern. Die attraktive, doch depressive Susan liegt mit einem komplizierten Beinbruch gehunfähig im Bett. Ray wird ihr Krankenpfleger und sorgt für ihre Bedürfnisse. Er cremt die Füße seiner Mutter ein. Er trägt sie auf die Toilette und ins Bad, wobei durch die mangelnde Privatsphäre und den ungewohnten Körperkontakt eine emotional verwirrende Nähe entsteht. Ray versucht auf der Toilette Selbstbefriedigung zu betreiben, aber der Hund stört ihn. Seine Bekanntschaft mit einem jungen Mädchen verläuft wegen ihrer ungeschickten Annäherungsversuche problematisch. Niemand versteht ihn, weder seine Freunde noch seine Eltern, die miteinander unglücklich sind. Der Vater ist als Vertreter von Videokassetten auf Reisen und nimmt es mit der ehelichen Treue nicht sehr genau. Ray und seine Mutter sind durch Alkohol in einer ausgelassenen Stimmung und haben Sex miteinander, wobei die Darstellung des tatsächlichen Aktes der Phantasie überlassen bleibt. Der Vater hat seine eigenen Schwierigkeiten. Er stellt Ray vor die vollendete Tatsache, dass er das Studium für seinen Sohn nicht weiter bezahlen kann. Deshalb soll dieser ein Jahr lang ebenfalls als Vertreter arbeiten, um Geld zu verdienen. Ray wird im Gegensatz zu seiner Mutter von Schuldgefühlen geplagt. Er versucht sich umzubringen und springt schließlich von einer hohen Klippe. Er überlebt und fährt per Anhalter weg, um den ständigen Bevormundungen seiner Eltern und den gestörten zwischenmenschlichen Beziehungen zu entkommen.

## Kritiken
Kritiker bezeichneten den Film als provokativ und als äußerst unterhaltsam.
„Outrageous“ – David Ansen, Newsweek
„Provocative…highly entertaining!“ – Bill Hoffmann, New York Post
„A comic genius, unmasked; Oedipal angst in suburbia.“ – Andrew Sarris, The New York Observer

## Auszeichnungen
- 1994 gewann David O. Russell beim Sundance Film Festival den Publikumspreis. Der Film war auch für den Großen Preis der Jury nominiert.
- 1995 gewannen der Regisseur David O. Russell und der Produzent Dean Silvers beim Independent Spirit Award für ihr Erstlingswerk. David O. Russell gewann auch für das beste Drehbuchdebüt. Nominiert waren Jeremy Davies und Carla Gallo.

## Hintergrundinformationen
Es gab 25 Drehtage im August 1993 in New York. Das Budget des Independentfilms betrug ungefähr 80 000 US-Dollar.
Der englische Filmtitel ist ein umgangssprachlicher Ausdruck für Masturbation.
Faye Dunaway sollte die Rolle der Mutter übernehmen. Sie lehnte ab, weil sie dachte, die Rolle wäre für ihren damals zwölfjährigen Sohn nicht gut.
Der Film ist seit Dezember 2005 in den USA in Englisch als DVD erhältlich. Sie enthält keine Untertitel, aber einen Kommentar von David O. Russell. Die Lauflänge beträgt ca. 100 Minuten. In den USA ist der Film not rated.
Regisseur David O. Russell hat einen Cameo-Auftritt. In einer der ersten Szenen des Films, als Raymond aus dem Bus aussteigt, ist er als einer der Passagiere im Hintergrund zu sehen.